# Marino Stephano
Marino Stephano (* 1974 in Morlanwelz als Stéphane Marino; † 8. September 1999 in Antwerpen) war ein belgischer Trance-DJ und -Produzent.

## Leben und Werk
Seine musikalische Tätigkeit begann 1995. Aufgrund seines individuellen Stils erlangte das belgische DJ-Talent schnell Bekanntheit. Sein bekanntester Track dürfte Dream Universe (Marino-S-Pace Mix) sein, unter dem Alias C.M (Crystal Manoeuvres), in Zusammenarbeit mit seinem Cousin Crisci Mauro.
Marino Stephano starb aufgrund eines Autounfalls, auf dem Weg zu einer Zusammenarbeit mit dem bekannten belgischen Musikproduzenten Mike Dierickx. Daraufhin widmete ihm Mike Dierickx (alias Push) den Track Till We Meet Again. Auch nach seinem Tod coverten viele Künstler seine Lieder.

## Trivia
- Er gilt als Vorbild von DJ Toyax, der Stephano mit dem Track Never (Rest In Peace Stéphane Mix) würdigt.

## Diskografie
- Vol. II, 1996
- DJ Kalpa & Marino Stephano – Don’t Stop, 1996
- Downhill, 1996
- Eternal Rhapsody, 1997
- But You 1997
- Angel Of Love / Appocalyp’s, 1997
- DJ George’s & Marino Stephano – That’s The Break, 1997
- Vision Control, 1998
- The Mackenzie Feat. Marino Stephano – Short Circuit / Up And Down, 1998
- DJ George’s & Marino Stephano – Happy Love, 1998
- The Mackenzie Feat. Marino Stephano – The DJ, 1998
- Feel’s, 1998
- Free Time, 1999
- No Respect, 1999